# Munuza
Munūza, o Manūsa (in arabo ﻫﻨﻮﺳـة‎?; VIII secolo – Covadonga, 722), è stato il governatore del nord della penisola iberica, inclusa la moderna regione delle Asturie.

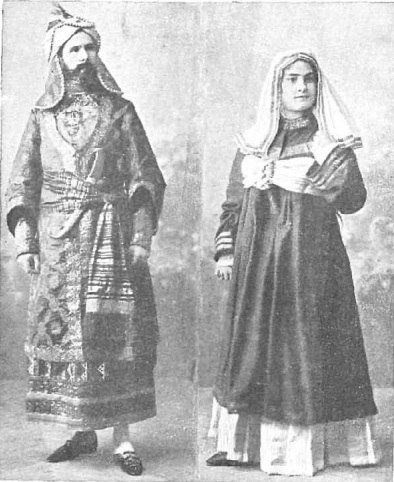
Rappresentazione teatrale della commedia spagnola Munuza e Zara del 1901, atto III

La web de las biografias lo ricorda come governatore intraprendente e coraggioso di una parte del Tarraconense, che realizzò varie incursioni nel territorio nemico, arrivando in una occasione sino in Aquitania; e, riguardo alla penetrazione in Aquitania, lo storico dell'Islam classico, C. H. Becker riporta Che il governatore Munuza allacciò rapporti amichevoli col duca d'Aquitania e duca di Guascogna, Oddone.

## Biografia
La web de las biografias lo definisce arabo ispanico, quindi era Musulmano, forse berbero, che era arrivato nella Penisola iberica assieme al suo compagno Ṭāriq ibn Ziyād, che era stato nominato governatore del nord della penisola iberica (regione Asturiensium prefectus erat in ciuitate leione nomine Munnuza conpar Tarec) come riporta la CRONICA ROTENSIS, molto probabilmente dal wali di al-Andalus, Mūsā ibn Nuṣayr, nel 714.
Sempre la CRONICA ROTENSIS, riporta che Munuza entrò in contatto con Pelagio, che era stato uomo d'armi dei Re dei Visigoti, Witiza e Roderico, e che si trovava nelle Asturie assieme alla sorella, e quando Munuza incaricò Pelagio di una missione a Cordova ne approfittò per unirsi in matrimonio con la di lui sorella.
<Quando Pelagio ritornò nelle Asturie, scoprendo che la sorella era divenuta la moglie di Munuza, manifestò apertamente la sua contrarietà, per cui Munuza avrebbe inviato il generale Al Qama (Alqama) ed il vescovo Oppas, uno dei figli di Witiza, che catturarono e condussero  Pelagio a Cordova, da dove riuscì a fuggire per ritornare nelle Asturie, come riportato dalla CRONICA ROTENSIS.
Nelle Asturie, come riporta ancora, lo storico Rafael Altamira, si erano rifugiati, con i resti dei loro eserciti sconfitti, alcuni nobili visigoti, che avevano eletto a loro capo, Pelagio, che avrebbe guidato una sollevazione, rifugiandosi sulle montagne, come riporta anche il CHRONICON  ALBELDENSE. Munuza avrebbe inviato ancora il generale Al Qama ed il vescovo Oppas a sottomettere i rivoltosi, ritiratisi nella zona dei Picos de Europa: incontrati i cristiani nella valle di Cangas, sarebbe avvenuta la battaglia di Covadonga, che secondo Altamira avvenne nel 718, mentre secondo altri storici avvenne nel 722.

Secondo le fonti cristiane Pelagio avrebbe messo in fuga i musulmani e, dopo la vittoria fu eletto re, mentre i cronisti arabi affermano che fu Pelagio a essere messo in rotta e che avesse raccolto una forza di soli 300 uomini, i quali dopo la sconfitta, ridotti a trenta si sarebbero rifugiati nelle caverne delle montagne assieme a dieci loro donne, senza costituire alcun pericolo, come riporta la Ajbar Machmuâ: crónica anónima, che, riferendosi all'anno 728, cita la presenza di Pelagio, che, nelle Asturie, con un nucleo di seguaci, controllava una parte del territorio.
Se la battaglia di Covadonga fu del 722, vuol dire che Munuza fu confermato governatore delle Asturie, dai vari Wali di Al-Andalus succeduti a Musa, ʿAbd al-ʿAzīz ibn Mūsā (714-716), Ayyūb ibn Ḥabīb al-Lakhmī (716), ad interim, al-Ḥurr ibn ʿAbd al-Raḥmān al-Thaqafī (716-719), al-Samḥ ibn Mālik al-Khawlānī (719-721), ʿAbd al-Raḥmān ibn ʿAbd Allāh al-Ghāfiqī (721) ad interim e ʿAnbasa ibn Suḥaym al-Kalbī (721-726).
Dopo la sconfitta subita a Covadonga, Munuza, con la sua guarnigione, probabilmente per timore che gli abitanti di Gijón, che era probabilmente la capitale della provincia araba della quale facevano parte le Asturie, potessero unirsi alla rivolta, sarebbero fuggito precipitosamente verso il Leon; ma giunti in un luogo chiamato Clacliensem, furono sconfitti e tutti uccisi, incluso Munuza; anche la Cronica de Alfonso III riporta la sconfitta e morte di Munuza nella località di Oliales.

## La leggenda della sorella di Pelagio, Ormesinda
Secondo la leggenda, Munuza si innamorò di Ormesinda, sorella di Pelagio (che era anche il tutore della sorella). Munuza, nel 717, incaricò Pelagio di portare i tributi della provincia nella capitale di al-Andalus, Siviglia e, approfittando dell'assenza di Pelagio, fece rapire Ormesinda, per poterla sposare; ma il giorno delle nozze Ormesinda si avvelenò e morì e Pelagio uccise Munuza quello stesso giorno.
Una seconda versione della morte di Munuza, lo fece morire nella battaglia di Covadonga.
Una terza versione dice che abbia finito i suoi giorni a Gijón con Ormesinda, dopo essersi riappacificato con Pelagio.
Una quarta versione, infine, dice che si sia ritirato sulle sponde del Guadalquivir, dove visse con Ormesinda.

### Fonti primarie
- (LA)  Anastasii abbatis opera omnia.
- (ES)  CRONICA ROTENSIS)
- (LA)  Cronica de Alfonso III
- (ES)  Ajbar Machmuâ: crónica anónima

### Letteratura storiografica
- C. H. Becker, L'espansione dei saraceni in Africa e in Europa, in La fine del mondo antico, collana «Storia del mondo medievale», II volume, 1999  [1978],  pp. 70–96, SBN RAV0065633.
- Rafael Altamira, Il califfato occidentale, in La fine del mondo antico, collana «Storia del mondo medievale», II volume, 1999  [1978],  pp. 477–515, SBN RAV0065633.